# VM i markhåndbold 1963 (mænd)
Verdensmesterskabet i markhåndbold 1963 var det sjette VM i markhåndbold for mænd, og turneringen blev arrangeret af International Handball Federation. Slutrunden med deltagelse af otte hold blev spillet i Schweiz i perioden 3. – 9. juni 1963.
Mesterskabet blev vundet af Østtyskland, der gik ubesejret gennem turneringen og slog Vesttyskland i finalen med 14-7. Bronzemedaljerne blev vundet af værtslandet Schweiz, der vandt 10-6 over Polen i bronzekampen.

## Slutrunde

### Indledende runde

#### Gruppe A
| Dato              | Kamp                   | Res.        | Spillested |
| ----------------- | ---------------------- | ----------- | ---------- |
|                   | Vesttyskland – USA     | 23–60       |            |
| Schweiz – Holland | 22–14                  |             |            |
|                   | Vesttyskland – Holland | 23–70       |            |
| Schweiz – USA     | 17–40                  |             |            |
|                   | Vesttyskland – Schweiz | 20–13       |            |
| Holland – USA     | 11–50                  | Biel/Bienne |            |

| Hold         | Kampe | Mål   | Point |
| ------------ | ----- | ----- | ----- |
| Vesttyskland | 3     | 66-26 | 6     |
| Schweiz      | 3     | 52-38 | 4     |
| Holland      | 3     | 32-50 | 2     |
| USA          | 3     | 15-51 | 0     |

#### Gruppe B
| Dato            | Kamp                 | Res.  | Spillested |
| --------------- | -------------------- | ----- | ---------- |
|                 | Østtyskland – Israel | 21–50 |            |
| Polen – Østrig  | 18–18                |       |            |
|                 | Østtyskland – Polen  | 11–70 |            |
| Østrig – Israel | 15–12                |       |            |
|                 | Østtyskland – Østrig | 25–16 |            |
| Polen – Israel  | 20–40                |       |            |

| Hold        | Kampe | Mål   | Point |
| ----------- | ----- | ----- | ----- |
| Østtyskland | 3     | 57-28 | 6     |
| Polen       | 3     | 45-33 | 4     |
| Østrig      | 3     | 49-55 | 2     |
| Israel      | 3     | 21-56 | 0     |

### Finalekampe
| Kamptype           | Dato | Kamp                       | Res.  | Spillested |
| ------------------ | ---- | -------------------------- | ----- | ---------- |
| Kamp om 7.-pladsen |      | Israel – USA               | 16–50 |            |
| Kamp om 5.-pladsen |      | Østrig – Holland           | 22–19 |            |
| Bronzekamp         |      | Schweiz – Polen            | 10–60 |            |
| Finale             |      | Østtyskland – Vesttyskland | 14–70 | Basel      |

### Samlet rangering
| Plac. | Hold         |
| ----- | ------------ |
| 1.    | Østtyskland  |
| 2.    | Vesttyskland |
| 3.    | Schweiz      |
| 4.    | Polen        |
| 5.    | Østrig       |
| 6.    | Holland      |
| 7.    | Israel       |
| 8.    | USA          |